# Zhuoma Youmi
Zhuoma Youmi (chinesisch 卓瑪由米, Pinyin Zhuoma Youmi; * 20. Dezember 1999) ist eine chinesische Tennisspielerin.

## Karriere
Zhuoma spielt hauptsächlich Turniere auf der ITF Women’s World Tennis Tour, auf der sie bislang drei Titel im Doppel gewinnen konnte.

## Turniersiege

### Doppel
| Nr. | Datum              | Turnier | Kategorie   | Belag     | Partnerin         | Finalgegnerinnen                        | Ergebnis  |
| --- | ------------------ | ------- | ----------- | --------- | ----------------- | --------------------------------------- | --------- |
| 1.  | 23. September 2017 | Hua Hin | ITF $15.000 | Hartplatz | Ni Ma Zhuoma      | Natalija Stevanović Wang Xiyu           | 6:4, 6:3  |
| 2.  | 18. Dezember 2021  | Gizeh   | ITF W15     | Hartplatz | Sapfo Sakellaridi | Gösäl Ainitdinowa Anastassija Suchotina | 7:64, 6:3 |
| 3.  | 1. Januar 2022     | Gizeh   | ITF W15     | Hartplatz | Sapfo Sakellaridi | Jasmijn Gimbrère Lisa-Marie Rioux       | 7:5, 6:3  |